# Tipula (Microtipula) niobe
Tipula (Microtipula) niobe is een tweevleugelige uit de familie langpootmuggen (Tipulidae). De soort komt voor in het Neotropisch gebied.